# Аргентинський монетний двір
Аргенти́нський моне́тний двір (ісп. S.E. Casa de Moneda) — державне підприємство в місті Буенос-Айрес, що підпорядковується Міністерству казни й державних фінансів Аргентини. Основним видом діяльності є друкування банкнот і карбування монет. Також підприємство займається виробництвом марок, паспортів, офіційних бланків, дипломів про вищу освіту, лотерейних білетів, акцизних марок, нагород, номерних знаків для автомобілів тощо.
Деякі з банкнот, дизайн яких було розроблено Аргентинським монетним двором, зокрема купюри в 100 песо із зображенням Еви Дуарте, отримали нагороди міжнародного рівня.

## Історія

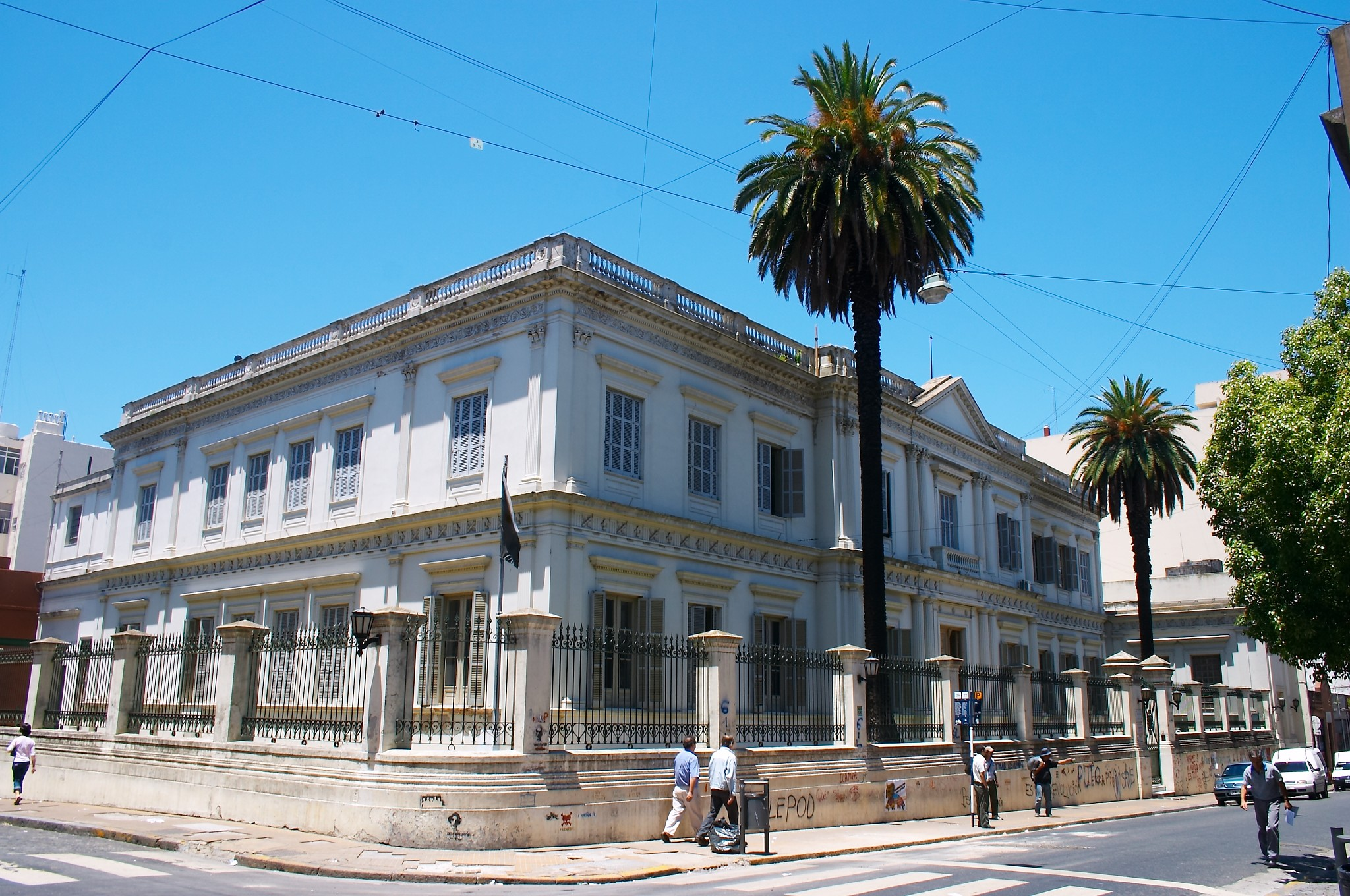
Перша будівля монетного двору

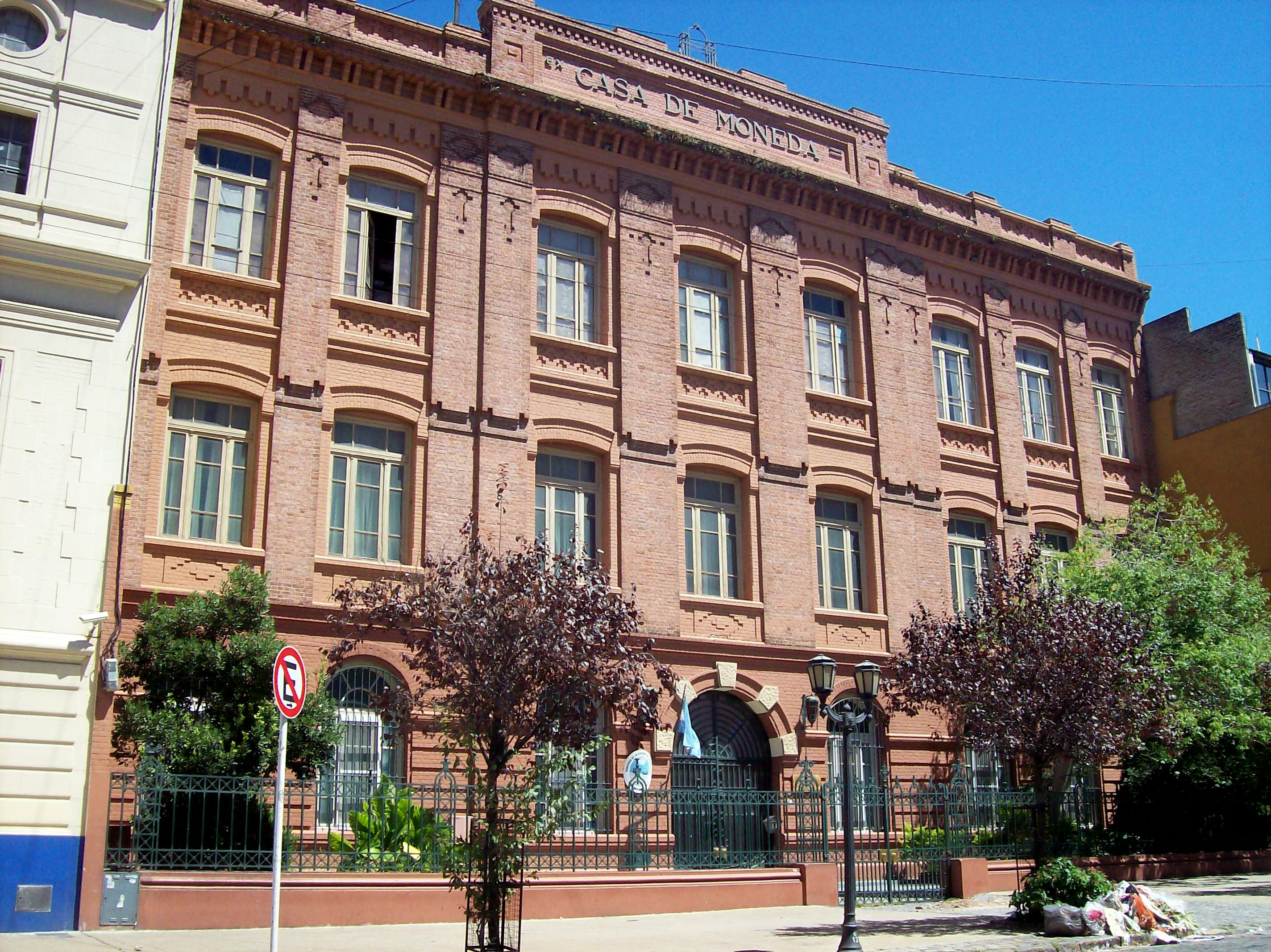
Друга будівля монетного двору

Перші гроші, які ходили на території Аргентини, зокрема аргентинський реал, виготовлялися в Потосі (нині Болівія), потім існували монетні двори в Кордові, Тукумані, Ла-Ріосі, Сантьяго-дель-Естеро, Мендосі й Буенос-Айресі. 1853 року Конституція Аргентини встановила, що виробництво грошей має бути лише на загальнонаціональному рівні.
Монетний двір Аргентини було засновано 29 вересня 1875 року законом № 733. Перші виробничі потужності було відкрито 14 лютого 1881 року.
Перша будівля монетного двору знаходилася на розі вулиць Дефенса і Мехіко (район Монсеррат). Її спроектував в італійському стилі перший керівник установи Едуардо Кастілья (ісп. Eduardo Castilla). Будівля була двоповерховою та мала внутрішній дворик. Нині вона має статус архітектурної пам'ятки національного рівня.
Перші монети на Аргентинському монетному дворі було викарбувано 1881 року. 1884 року монетний двір почав виробництво орденів та медалей. Банкноти почали друкувати лише 1899 року, коли було закуплено відповідне обладнання в Європі. 1911 року установа почала випуск поштових марок.
У 1910-х роках стало зрозуміло, що монетному двору бракує місця в старому приміщенні, тому 1914 року на сусідній ділянці з виходом на вулицю Балькарсе було відкрито прибудову в англійському стилі.
1927 року монетний двір заснував власний музей, де зберігаються історичні банкноти, монети й марки тощо.
Доктор Антоніо А. Гарсія Моралес (ісп. Antonio A. García Morales), який керував монетним двором у 1935—1946 роках, ухвалив рішення збудувати нову будівлю для установи. 1937 року декретом № 108.273 під будівництво було виділено земельну ділянку на узбережжі Ла-Плати у портовій зоні району Ретіро. 1939 року декретом № 29.158 було дозволено розпочати спорудження та обрано проект. Архітекторами стали Квінке, Нін Мітчел і Чуте. Нову будівлю монетного двору відкрили 27 грудня 1944 року. З 1944 року і донині Аргентинський монетний двір розташовується в будівлі за адресою Av. Antártida Argentina 2085. Вона збудована в раціоналістичному стилі з елементами неокласицизму і має площу приміщень понад 40 тис. м² на чотирьох поверхах.
Монетний двір має власну художній відділ, де розробляються дизайнерські проекти продукції, граверну майстерню, майстерню гільйошів, гальванічний цех, виробництво спеціальних лаків і фарб тощо.
Система управління якістю на виробничих потужностях монетного двору Аргентини відповідає стандарту ISO 9001:2008.